# Spodnje Laze
Spodnje Laze so naselje v Občini Gorje.